# 1561 en France
Chronologie de la France
- 1557
- 1558
- 1559
- 1560
- 1561
- 1562
- 1563
- 1564
- 1565

## Événements
- 31 janvier : fermeture des États généraux d’Orléans (commencés le 13 décembre) précédent)[1]. L’ordonnance d’Orléans, rédigée par le chancelier Michel de L’Hospital, et enregistrée par le Parlement de Paris le 13 septembre[2], accorde la liberté de culte aux protestants[3]. Elle remet en application certaines prescriptions religieuses (obligation de chômer dimanches et fêtes, poursuite contre les blasphémateurs et interdiction des moqueries contre la religion dans les théâtres de foire et sur les almanachs)[4].
- Les tensions montent pendant le Carême. Prédications, processions exacerbent les catholiques. Les huguenots s’arment et mettent les villes tombées en leur pouvoir en défense. Certaines municipalités interdisent la messe[5].
- 8 mars : le prince de Condé est innocenté par le conseil privé ; la reine le fait amnistier le 13[1].
- 27 mars : Antoine de Bourbon devient lieutenant général du royaume[1].
- 6 avril : triumvirat. Pacte entre François Ier Guise, le maréchal de Saint-André et Anne de Montmorency afin de contrer les Bourbons et la politique de la régente en faveur d’une conciliation avec les protestants[1].
- 19 avril : édit de Fontainebleau défend de s’injurier en employant les termes de « huguenots » et de « papistes »[6].
- 15 mai : sacre de Charles IX[1].
- 1er août : ouverture des États généraux de Pontoise (fin le 27 août)[7].
- 29 août : Jeanne d’Albret, épouse d’Antoine de Bourbon, et leurs enfants Henri et Catherine font leur entrée à la Cour à Saint-Germain[8].
- 9 septembre : ouverture du colloque de Poissy entre catholiques et protestants (fin le 26 septembre)[7].
- 22 septembre : édite établissant un droit d’entrée de 5 sols par muids de vin payé à l’entrée des villes closes par tous les sujets. Renouvelé en 1567, puis en 1573 et constamment maintenu par la suite[9].
- 14 octobre : échec du colloque de Poissy qui tente d’amener catholiques et protestants à un compromis. Théodore de Bèze présente une profession de foi sur laquelle s’engage le débat, qui achoppe sur la présence réelle du Christ dans l’Eucharistie[7]. Le général des jésuites, Lainez, interrompt toute tentative de conciliations en rappelant qu’il est interdit de communiquer avec des excommuniés.
- 20 octobre : massacre de catholiques réfugiés dans la cathédrale de Montpellier[10].
- 21 octobre : contrat de Poissy, signé à Saint-Germain-en-Laye ; le clergé s'engage à fournir au roi pendant six ans 1 600 000 livres par an. En contrepartie il obtient le privilège de se réunir en assemblées administratives et financières pour gérer le montant de la subvention donnée au roi, qui devient un don gratuit renouvelable tous les dix ans à partir de 1586[11],[12].

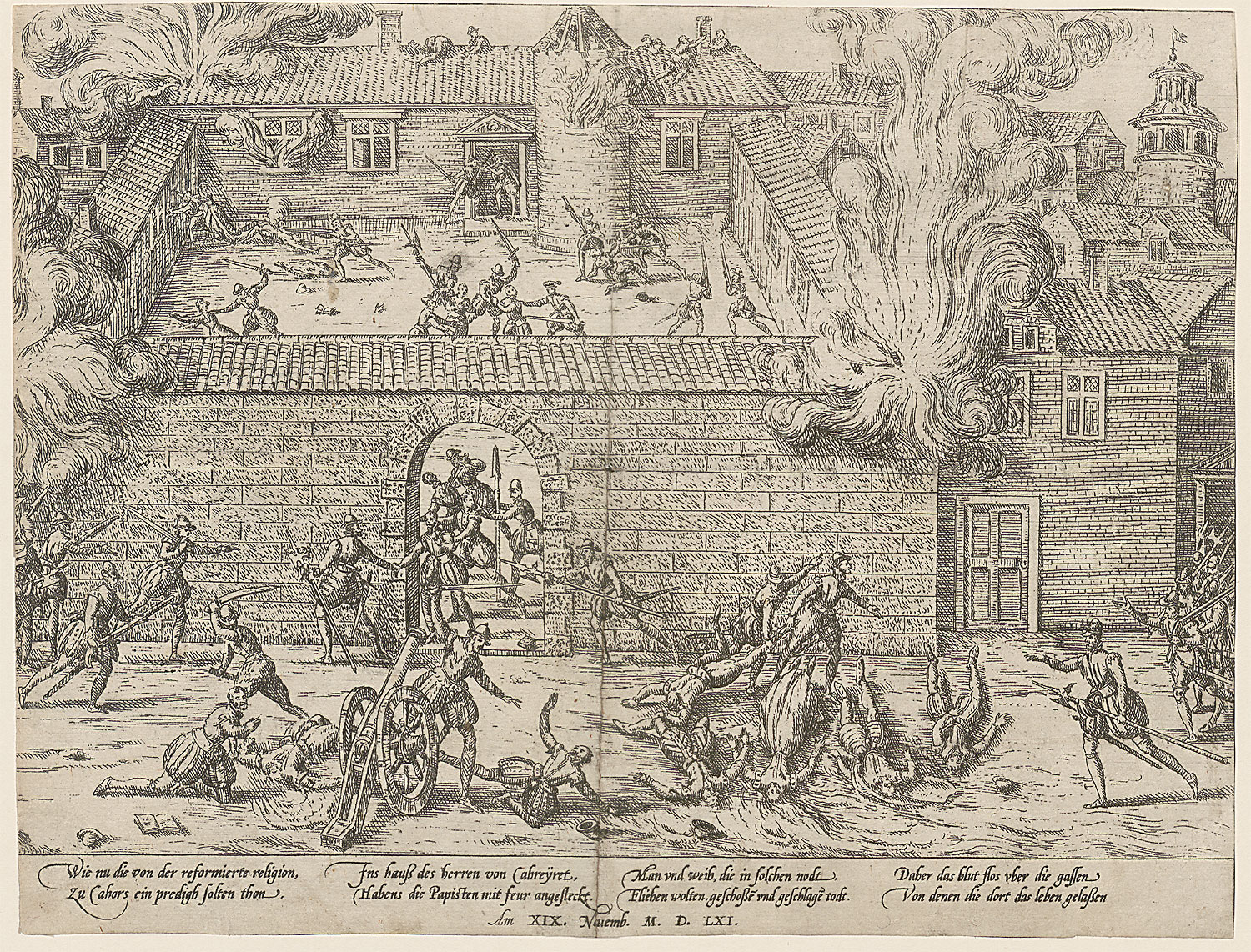
16 novembre : massacre des huguenots de Cahors. Gravure de Frans Hogenberg.

- 28 octobre : manifestations de protestants qui réclament un lieu de culte à Cahors. Un jour de foire, trois cents protestants se répandent dans les rues de la ville, insultant les catholiques, principalement les chanoines, au chant des psaumes de Marot. Ils pillent le couvent des Chartreux[10].
- 11 novembre : le roi rend la Dombes au duc de Montpensier (qui avait été confisqué au connétable de Bourbon, son oncle, quarante ans plus tôt)[13].
- 16 novembre : massacre de 28 protestants à Cahors[10] (dans un hotel particulier, la Maison d'Aurioles, ou ils tenaient leur culte, rue des Soubirous).
- Novembre : le synode de Sainte-Foy en Agenais crée une organisation militaire protestante et désigne des chefs de guerre[7].
- 27 décembre : pillage de l’Église Saint-Médard à Paris par les protestants. Les catholiques répliquent le lendemain par le saccage du temple du Patriarche d’où étaient venus les protestants[5].

## Naissances en 1561
- x

## Décès en 1561
- x